# Crank It Up
"Crank It Up" je drugi singl skinut s drugog studijskog albuma Guilty Pleasure američke pop pjevačice Ashley Tisdale. Pjesmu su napisali i producirali članovi švedskog producentskog tima Twin.

## Informacije o pjesmi
Pjesma je dostupna kao bonus pjesma u standradnoj verziji albuma "Guilty Pleasure" Singl je objavljen 16. listpada u Njemačkoj i 17. listopada u ostatku Europe. CD singl je izašao na isti dan kao i digitalni singl u Europi, on sadrži dvije bonus pjesme koje nisu na albumu, "Time's Up" i "Blame it on the Beat"

## Pipis pjesama
CD maksi singl
1. "Crank It Up" — 3:01
2. "Time's Up" — 3:25
3. "Blame It On The Beat" — 3:28

Međunarodni digitalni singl
1. "Crank It Up" — 3:01
2. "Time's Up" — 3:28

## Ljestvice
| Ljestvica (2009.) | Najviša pozicija |
| ----------------- | ---------------- |
| Austrija          | 22               |
| Europa            | 66               |
| Njemačka          | 19               |